# 無邪
《無邪》（波斯語：‎，直譯為「邪惡並不存在」）是一部2020年的伊朗電影，以4個獨立故事講述4個死刑執行者的經歷(監獄和軍事法庭)，直視伊朗體制對公民的無情壓迫。電影由穆罕默德·拉素羅夫執導，獲選為第70屆柏林影展正式競賽片並獲得金熊獎。電影由於被政權全面封殺，所以全程須秘密拍攝，其後導演更因本片被禁止出國甚至判刑入獄，導致無法親自到場領獎。

## 外部連結
- 互联网电影数据库（IMDb）上《無邪》的资料（英文）
- 開眼電影網上《無邪》的資料（繁體中文）
- 豆瓣电影上《無邪》的資料 （简体中文）